# Belo Jardim
Belo Jardim est une ville brésilienne du centre de l'État du Pernambouc. 